# Sehet, welch eine Liebe hat uns der Vater erzeiget
Sehet, welch eine Liebe hat uns der Vater erzeiget (in tedesco, "Guardate, quale grande amore ci ha mostrato il Padre") BWV 64 è una cantata di Johann Sebastian Bach.

## Storia
La cantata Sehet, welch eine Liebe hat uns der Vater erzeiget venne composta da Bach a Lipsia nel 1723 e fu eseguita per la prima volta il 27 dicembre dello stesso anno in occasione del terzo giorno di Natale. Il libretto è tratto dal vangelo secondo Giovanni, capitolo 3 versetto 1, per il primo movimento, da Martin Lutero per il secondo movimento, da Balthasar Kindermann per il quarto, da Johann Franck per l'ottavo e da Christian Weiss per i rimanenti.
Il tema musicale deriva dagli inni Gelobet seist du, Jesu Christ, di anonimo, O Gott, du frommer Gott, di Johann Heermann, pubblicato nel 1630, e Jesu, meine Freude, di Johann Crüger, del 1653.

## Struttura
La cantata è composta per soprano solista, contralto solista, basso solista, coro, cornetto, oboe d'amore, trombone I, II e III, violino I e II, viola e basso continuo ed è suddivisa in otto movimenti:
1. Coro: Sehet, welch eine Liebe hat uns der Vater erzeiget, per tutti.
2. Corale: Das hat er alles uns getan per tutti.
3. Recitativo: Geh, Welt! behalte nur das Deine, per contralto e continuo.
4. Corale: Was frag ich nach der Welt, per tutti.
5. Aria: Was die Welt, per soprano, archi e continuo.
6. Recitativo: Der Himmel bleibet mir gewiss, per basso e continuo.
7. Aria: Von der Welt verlang ich nichts, per contralto, oboe d'amore e continuo.
8. Corale: Gute Nacht, o Wesen, per tutti.